# خدیجه (رامهرمز)
خدیجه (رامهرمز)، روستایی از توابع بخش مرکزی شهرستان رامهرمز در استان خوزستان ایران است. روستای جوکنک نزدیک به روستای خدیجه است.

## جمعیت
این روستا در دهستان سلطان‌آباد قرار دارد و براساس سرشماری مرکز آمار ایران در سال ۱۳۹۶، جمعیت آن بالای چهل  خانوار بوده‌است.